# Fokis
Phocis (græsk: Φωκίδα, pronounced [fociða], oldgræsk: Φωκίς [pʰɔːkís]) er en af Grækenland regionale enheder, og en del af periferien (administrativ region) Centralgrækenland. Det strækker sig fra de vestlige bjergsider af Parnassus mod øst til bjergkæden Vardousia mod vest og den Korinthiske Bugt mod syd. Det er opkaldt efter den antikke region Phocis, men den moderne regionale enhed inkluderer også dele af det gamle Aetolia, Locris og Doris .

## Geografi
Det nutidige Phocis har et areal på 2.120 km² hvoraf 560 km² er skovklædte, 36 km² er sletter, og resten er bjergområder. Den massive højderyg af Parnassus (2.459 moh.), der krydser hjertet af landet, deler den i to forskellige dele. De nærliggende præfekturer er Aetolien-Acarnanien mod vest, Phthiotis mod nord og Boeotia mod øst. Det deler også en lille grænse med Evrytania.

## Administration
Præfekturet i Phocis blev dannet i 1947 fra det tidligere Phthiotis og Phocis præfektur. Som en del af 2011 Kallikratis regeringsreform blev en ny regional enhed Phocis dannet fra 1947 præfekturet Phocis ( græsk: Νομός Φωκίδας ) uden ændring af området.

### Kommuner
I 2011 blev de gamle kommuner i Focis sammenlagt til 2 kommuner i henhold til nedenstående tabel. 
| Ny kommune                           | Gamle kommuner | Sæde     |
| ------------------------------------ | -------------- | -------- |
| Delphi ( Delfoi ) nummer 1 på kortet | Delphi         | Amfissa  |
| Delphi ( Delfoi ) nummer 1 på kortet | Amfissa        | Amfissa  |
| Delphi ( Delfoi ) nummer 1 på kortet | Desfina        | Amfissa  |
| Delphi ( Delfoi ) nummer 1 på kortet | Galaxidi       | Amfissa  |
| Delphi ( Delfoi ) nummer 1 på kortet | Gravia         | Amfissa  |
| Delphi ( Delfoi ) nummer 1 på kortet | Itea           | Amfissa  |
| Delphi ( Delfoi ) nummer 1 på kortet | Kallieis       | Amfissa  |
| Delphi ( Delfoi ) nummer 1 på kortet | Parnassos      | Amfissa  |
| Dorida nummer 2 på kortet            | Efpalio        | Lidoriki |
| Dorida nummer 2 på kortet            | Lidoriki       | Lidoriki |
| Dorida nummer 2 på kortet            | Tolofon        | Lidoriki |
| Dorida nummer 2 på kortet            | Vardousia      | Lidoriki |